# Tore Kordahl
Tore Kordahl (ur. 17 grudnia 1950 we Flisie) – norweski piłkarz występujący na pozycji obrońcy.

## Kariera klubowa
Kordahl karierę rozpoczynał w zespole Flisa IL. Następnie grał w Grue IL, a w 1974 roku został graczem drugoligowego Lyn. Spędził tam sezon 1974, a potem przeszedł do pierwszoligowego Lillestrøm SK. Dwukrotnie zdobył z nim mistrzostwo Norwegii (1976, 1977), a także trzykrotnie Puchar Norwegii (1977, 1978, 1981). W 1983 roku odszedł do drużyny Kongsvinger IL, gdzie po sezonie 1983 zakończył karierę.

## Kariera reprezentacyjna
W reprezentacji Norwegii Kordahl zadebiutował 23 maja 1974 w przegranym 0:1 towarzyskim meczu z NRD. W latach 1974–1981 w drużynie narodowej rozegrał 29 spotkań.